# Pseudophilautus stuarti
Espèce
Synonymes
- Philautus stuarti Meegaskumbura & Manamendra-Arachchi, 2005

Statut de conservation UICN

 EN B1ab(iii)+2ab(iii) : En danger
Pseudophilautus stuarti est une espèce d'amphibiens de la famille des Rhacophoridae.

## Répartition
Cette espèce est endémique du Sri Lanka. Elle se rencontre dans les monts Knuckles à environ 1 245 m d'altitude,.

## Description
Pseudophilautus stuarti mesure de 24 à 25 mm pour les mâles et en moyenne 32 mm pour les femelles. Son dos est vert clair avec des taches gris verdâtre, jaunâtres ou noires.

## Étymologie
Son nom d'espèce, stuarti, lui a été donné en référence à Simon Nicolas Stuart (1956-), directeur par intérim, entre 2000 et 2001, de l'UICN.

## Publication originale
- Meegaskumbura & Manamendra-Arachchi, 2005 : Description of eight new species of shrub-frogs (Ranidae : Rhacophorinae : Philautus) from Sri Lanka. The Raffles Bulletin of Zoology, Supplement Series, no 12, p. 305-308 (texte intégral).